# Sinh sản của con người
Sinh sản của con người là bất kỳ hình thức sinh sản hữu tính nào dẫn đến sự thụ tinh của con người. Nó thường liên quan đến quan hệ tình dục giữa nam và nữ. Trong quan hệ tình dục, sự tương tác giữa hệ thống sinh sản nam và nữ dẫn đến việc thụ tinh vào noãn của người phụ nữ bởi tinh trùng của người nam. Đây là những tế bào sinh sản chuyên biệt được gọi là giao tử, được tạo ra trong một quá trình gọi là giảm phân. Trong khi tế bào bình thường chứa 46 nhiễm sắc thể, 23 cặp, tế bào giao tử chỉ chứa 23 nhiễm sắc thể, và khi hai tế bào này hợp nhất thành một tế bào hợp tử, sự tái tổ hợp di truyền xảy ra và hợp tử mới chứa 23 nhiễm sắc thể từ mỗi bố mẹ, tạo thành 23 cặp. Thời gian mang thai 9 tháng điển hình được theo sau bởi quá trình sinh nở. Sự thụ tinh của noãn có thể được thực hiện bằng phương pháp thụ tinh nhân tạo mà không cần quan hệ tình dục. Công nghệ hỗ trợ sinh sản cũng tồn tại.

## Giải phẫu học

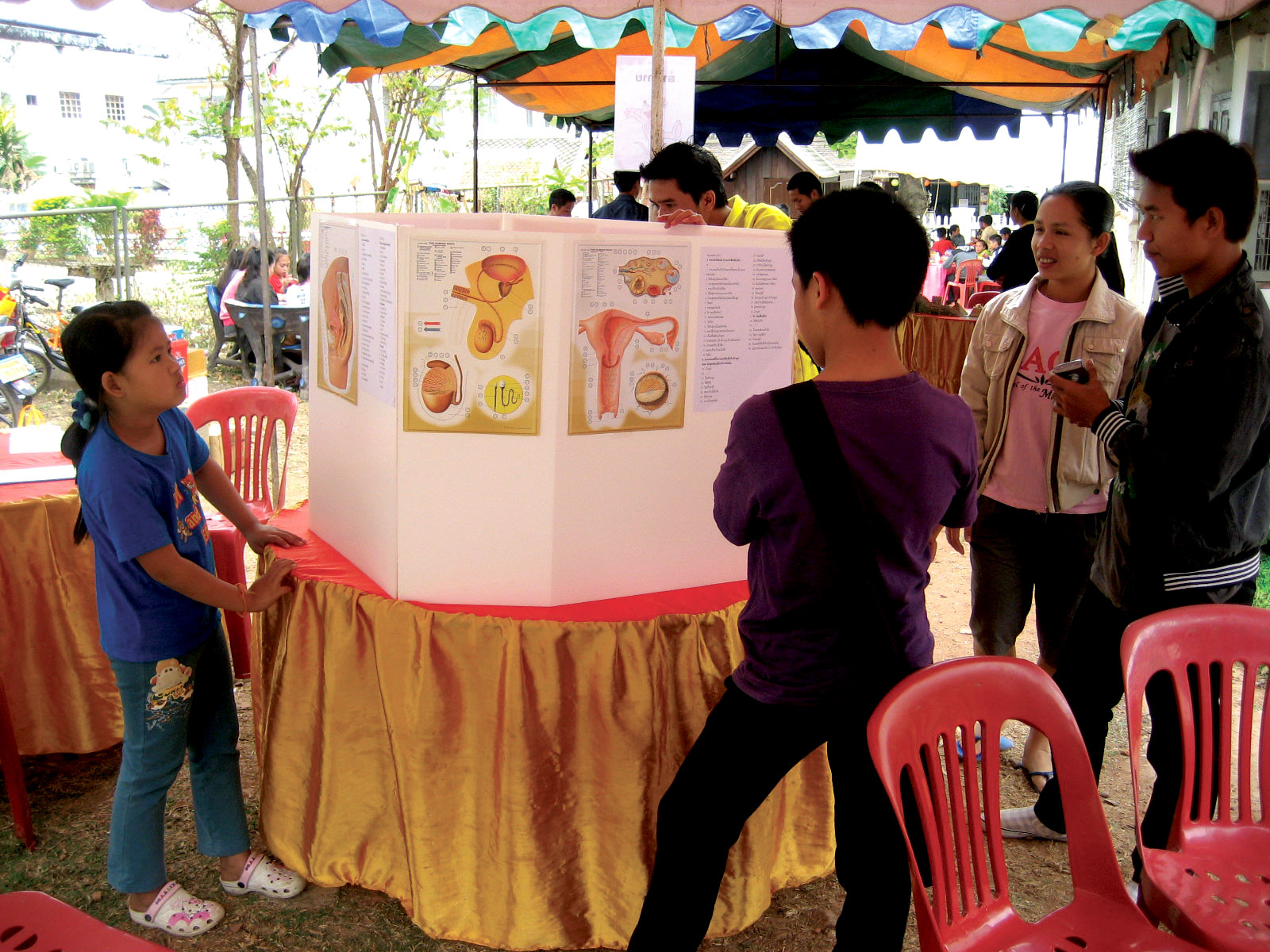
Sinh viên Lào nghiên cứu trưng bày về hệ thống sinh sản của con người. Những triển lãm như thế này rất hiếm ở nhiều nước kém phát triển, chẳng hạn như Lào. Sự kiện này được tổ chức bởi Big Brother Mouse, một dự án giáo dục và xóa mù chữ, đã bổ sung những lời giải thích bằng tiếng Lào vào một bộ bảng có sẵn trên thị trường được in bằng tiếng Anh.

### Nam giới
Hệ thống sinh sản của nam giới bao gồm hai bộ phận chính: tinh hoàn nơi sản xuất tinh trùng và dương vật. Ở người, cả hai cơ quan này đều nằm ngoài khoang bụng. Việc để tinh hoàn bên ngoài ổ bụng tạo điều kiện thuận lợi cho việc điều chỉnh nhiệt độ của tinh trùng, chúng cần nhiệt độ cụ thể để tồn tại khoảng 2-3 °C thấp hơn nhiệt độ cơ thể bình thường tức là 37 °C. Đặc biệt, vị trí ngoài phúc mạc của tinh hoàn có thể làm giảm 2 lần sự góp phần gây ra nhiệt vào tỷ lệ đột biến tự phát ở mô tinh trùng đực so với mô ở 37 °C. Nếu tinh hoàn ở quá gần cơ thể, rất có thể nhiệt độ tăng sẽ gây hại cho việc hình thành tinh trùng, khiến việc thụ thai trở nên khó khăn hơn. Đây là lý do tại sao tinh hoàn được đựng trong một túi đựng bên ngoài. bìu hơn là trong bụng; chúng thường vẫn mát hơn một chút so với nhiệt độ cơ thể, tạo điều kiện thuận lợi cho việc sản xuất tinh trùng.

### Nữ giới
Tương tự như vậy, hệ thống sinh sản của phụ nữ có hai bộ phận chính: âm đạo và buồng trứng.
Noãn gặp tế bào tinh trùng, tinh trùng có thể thâm nhập và hợp nhất với trứng, thụ tinh với sự trợ giúp của một số enzym thủy phân có trong acrosome. Sự thụ tinh thường xảy ra trong ống dẫn trứng, nhưng có thể xảy ra trong chính tử cung. Sau đó hợp tử được cấy vào niêm mạc tử cung, nơi nó bắt đầu các quá trình hình thành phôi và hình thái. Khi thai nhi đủ phát triển để tồn tại bên ngoài tử cung, cổ tử cung sẽ giãn ra và tử cung co bóp đẩy nó qua đường sinh, đó là âm đạo.
Buồng trứng, là các tế bào sinh dục nữ, lớn hơn nhiều so với ống sinh tinh và thường được hình thành trong buồng trứng của tử cung trước khi sinh ra. Chúng hầu như cố định ở vị trí trong buồng trứng cho đến khi chuyển đến tử cung, và chứa các chất dinh dưỡng cho hợp tử và phôi sau này. Hơn một, thông thường, khoảng thời gian thường xuyên được gọi là chu kỳ kinh nguyệt, để đáp ứng với các tín hiệu hormone, một quá trình oogenesis trưởng thành một trứng được phát hành và gửi xuống các ống dẫn trứng. Nếu không được thụ tinh, trứng này sẽ bị đẩy ra khỏi hệ thống thông qua kinh nguyệt.

## Quá trình thụ tinh

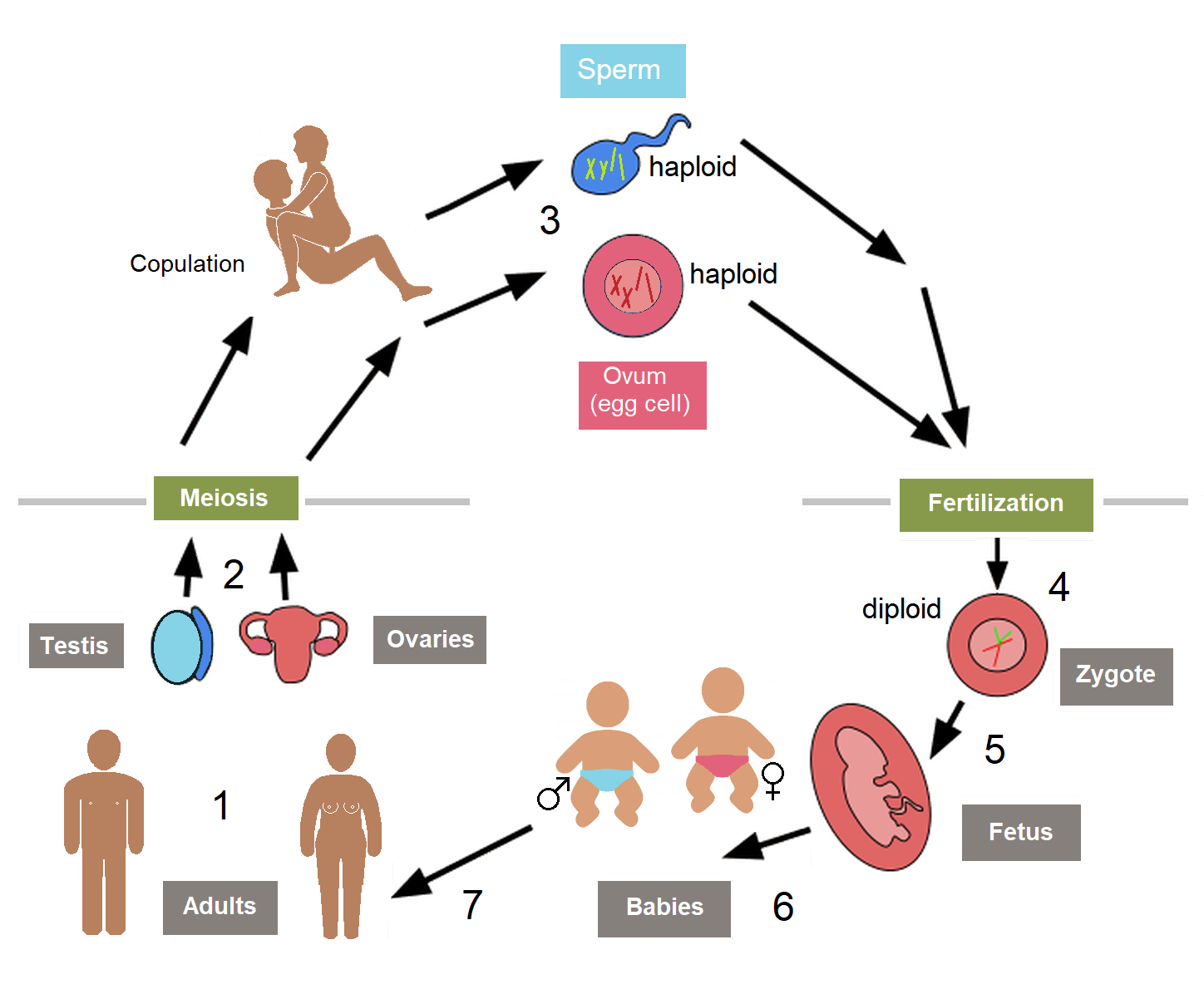
Mô hình này về chu kỳ sống sinh học của con người cho thấy các quá trình cơ bản liên quan và thứ tự mà chúng diễn ra.

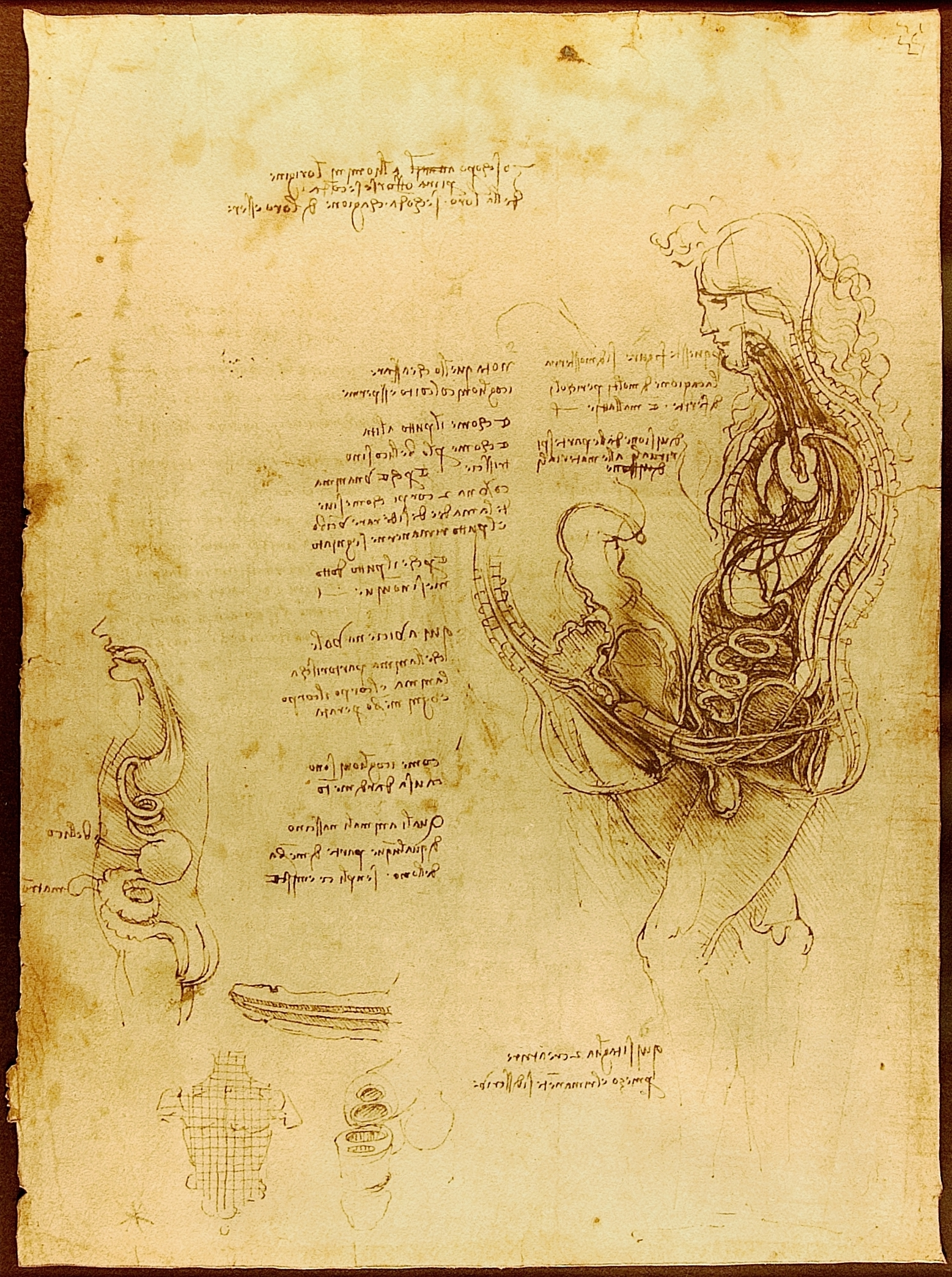
"Coition of a Hemisected Man and Woman" (c. 1492) của Leonardo da Vinci.

Sự sinh sản của con người thường bắt đầu bằng sự giao hợp, sau đó là chín tháng mang thai trước khi sinh con, mặc dù nó có thể đạt được thông qua thụ tinh nhân tạo. Cần phải có nhiều năm chăm sóc của cha mẹ trước khi con người trở nên độc lập, thường từ mười hai đến mười tám tuổi hoặc hơn. Có thể tránh mang thai bằng cách sử dụng các biện pháp tránh thai như bao cao su và vòng tránh thai.

### Giao hợp
Quá trình sinh sản của con người diễn ra tự nhiên với sự thụ tinh bên trong bằng cách giao hợp. Trong quá trình này, nam giới đưa dương vật cần cương cứng của mình vào âm đạo của nữ giới, sau đó một trong hai đối tác bắt đầu thực hiện các cú đẩy vào vùng chậu nhịp nhàng cho đến khi nam giới xuất tinh ra tinh dịch, có chứa tinh trùng, vào ống âm đạo. Quá trình này còn được gọi là "giao cấu", "giao phối", "quan hệ tình dục", hay nói một cách hoa mỹ là "làm tình". Tinh trùng và noãn được gọi là giao tử (mỗi giao tử chứa một nửa thông tin di truyền của bố mẹ, được tạo ra thông qua quá trình giảm phân). Tinh trùng (là một trong khoảng 250 triệu tinh trùng trong một lần xuất tinh điển hình của nam giới) di chuyển qua âm đạo và cổ tử cung vào tử cung hoặc ống dẫn trứng. Chỉ 1 trong 14 triệu tinh trùng xuất tinh sẽ đến được ống Fallop. Trứng đồng thời di chuyển qua ống Fallop ra khỏi buồng trứng. Một trong những tinh trùng gặp gỡ, xâm nhập và thụ tinh với noãn, tạo ra hợp tử. Sau khi thụ tinh và cấy, việc mang thai sau đó xảy ra trong tử cung của người phụ nữ.

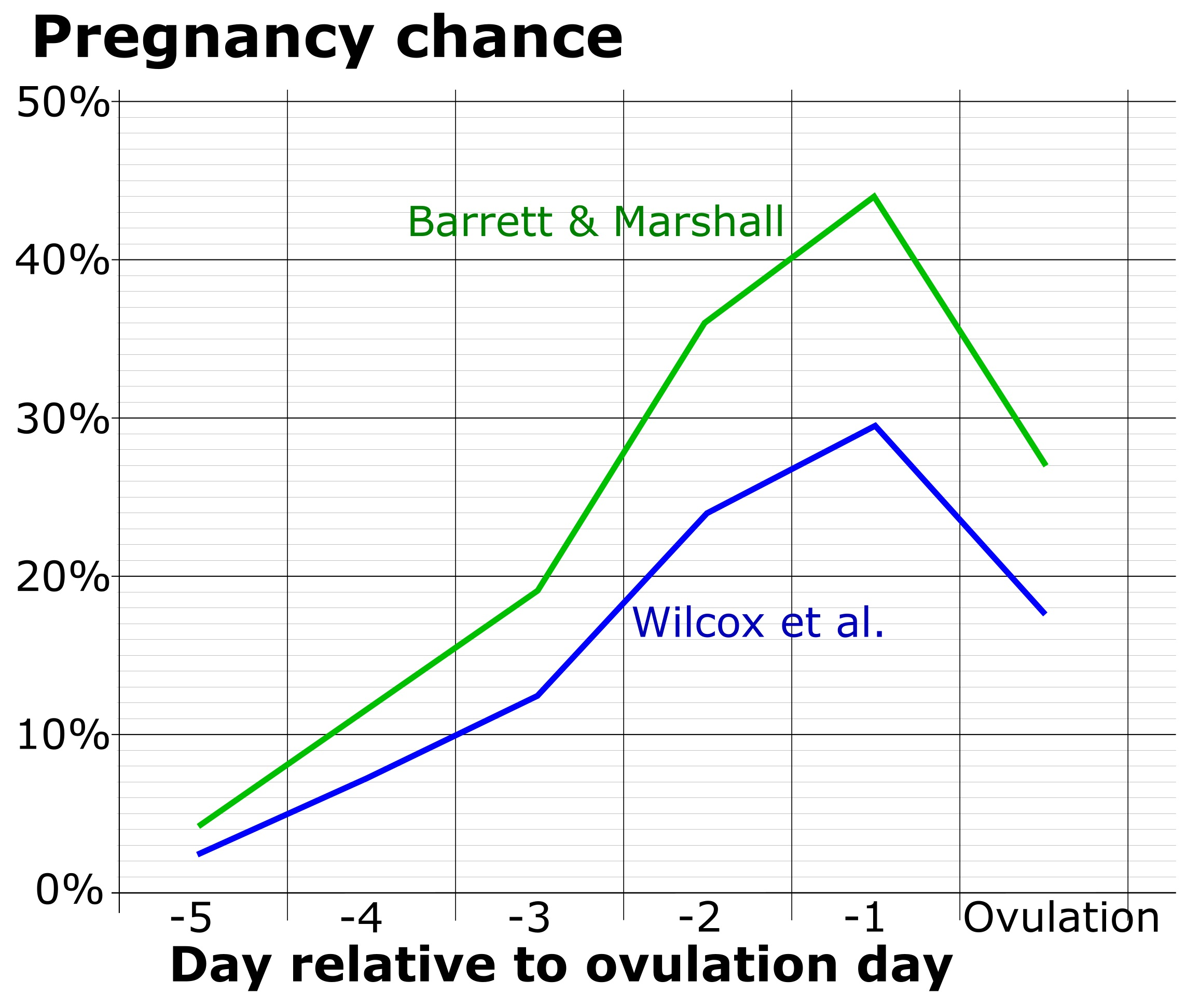
Cơ hội thụ tinh theo ngày chu kỳ kinh nguyệt so với ngày rụng trứng.

Tỷ lệ mang thai khi quan hệ tình dục cao nhất trong thời gian chu kỳ kinh nguyệt từ khoảng 5 ngày trước cho đến 1 đến 2 ngày sau khi rụng trứng. Để có cơ hội mang thai tối ưu, chúng tôi khuyến nghị quan hệ tình dục cứ sau 1 hoặc 2 ngày, hoặc 2 hoặc 3 ngày một lần. Các nghiên cứu cho thấy không có sự khác biệt đáng kể giữa các tư thế quan hệ tình dục khác nhau và tỷ lệ mang thai, miễn là nó dẫn đến xuất tinh vào âm đạo.

### Các phương pháp thay thế
Để thay thế cho quan hệ tình dục tự nhiên, có thụ tinh nhân tạo, tại đó tinh trùng được đưa vào hệ thống sinh sản nữ. Cũng có nhiều phương pháp công nghệ hỗ trợ sinh sản, chẳng hạn như thụ tinh trong ống nghiệm, trong đó một hoặc nhiều tế bào trứng được lấy từ buồng trứng của người phụ nữ và đồng ấp với tinh trùng bên ngoài cơ thể. Sau đó, phôi tạo thành có thể được đưa lại vào tử cung của người phụ nữ.

### Mang thai
Mang thai là khoảng thời gian thai nhi phát triển, phân chia thông qua quá trình nguyên phân bên trong người nữ. Trong thời gian này, thai nhi nhận toàn bộ máu dinh dưỡng và oxy từ mẹ, được lọc qua nhau thai, được gắn vào bụng của thai nhi qua dây rốn. Việc tiêu hao chất dinh dưỡng này có thể gây ảnh hưởng khá nhiều đến phụ nữ, những người được yêu cầu tiêu thụ lượng calo cao hơn một chút. Ngoài ra, một số vitamin và các chất dinh dưỡng khác được yêu cầu với số lượng lớn hơn bình thường, thường tạo ra thói quen ăn uống bất thường. Thời gian mang thai ở người khoảng 266 ngày. Khi ở trong tử cung, đầu tiên em bé trải qua một giai đoạn hợp tử rất ngắn, sau đó là giai đoạn phôi thai, được đánh dấu bằng sự phát triển của các cơ quan chính và kéo dài khoảng tám tuần, sau đó là giai đoạn bào thai, xoay quanh sự phát triển của các tế bào xương trong khi thai nhi tiếp tục phát triển về kích thước.

### Sinh nở

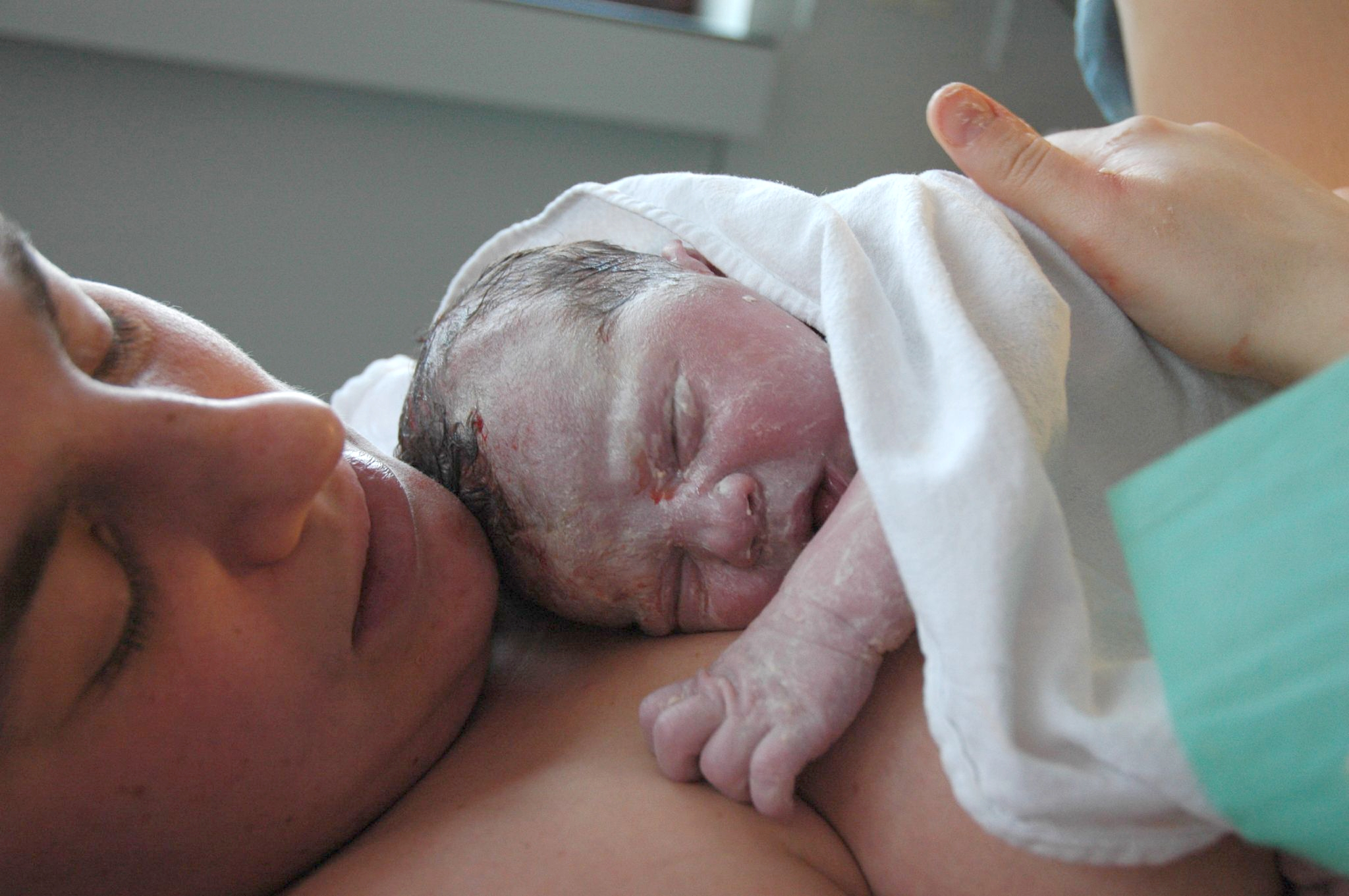
Trẻ sơ sinh và mẹ

Khi thai nhi đã phát triển đầy đủ, các tín hiệu hóa học sẽ bắt đầu quá trình sinh nở, bắt đầu bằng việc thai nhi bị đẩy ra khỏi ống sinh. Con non, được gọi là trẻ sơ sinh ở người, thường sẽ tự bắt đầu hô hấp ngay sau khi sinh. Không lâu sau, nhau thai cuối cùng sẽ tự rụng. Người đỡ đẻ cũng có thể cắt dây rốn.

### Sự chăm sóc của cha mẹ
Một em bé gần như không có khả năng tự chăm sóc và đứa trẻ đang lớn đòi hỏi sự chăm sóc kỹ của cha mẹ trong nhiều năm. Một loại chăm sóc ban đầu quan trọng của cha mẹ là cho con bú, với việc cho trẻ bú sữa tiết ra từ tuyến vú của vú người mẹ.